# セガ・マスターシステム
セガ・マスターシステム（Sega Master System）は、セガ・エンタープライゼスが発売した、8ビットの家庭用ゲーム機である。日本での型式番号はMK-2000。
日本で発売されたセガ・マークIII（以下、マークIII）の北米市場向け機種として、1986年6月にセガの米国法人セガ・オブ・アメリカから発売された。開発は日本のセガ本社とセガ・オブ・アメリカ共同で行われた。
その後、欧州など世界中で販売展開され、日本でも1987年10月18日に米国版をベースにFM音源や連射機能の内蔵などのマイナーチェンジを行い発売された。
日本と北米ではライバル機である任天堂のファミリーコンピュータおよびNintendo Entertainment Systemの市場を崩せなかった一方で、日本や北米とはTV放送方式が異なるため任天堂の参入が遅れたヨーロッパや、家庭用ゲーム機があまり普及していなかった南米では大きなシェアを獲得し、成功を収めた。
2022年時点でもブラジルでは現地製造が行われており、全世界累計販売台数は1,900万台に達する。

## 歴史
北米
任天堂が従来のファミリーコンピュータを新たに設計し直して北米市場向けに電磁波対策を施したNintendo Entertainment System（NES）を1985年に発売後に成功を収めたのを受けて、セガも北米市場へのマークIII投入を決断し、社内で開発コードが「M4」（マーク4）と名付けられたプロジェクトをスタートさせ、黒と赤で構成された本体カラーや、光線銃ライトフェザーの販売など変更が施された。
1986年6月に発売するも、既に北米版ファミコンであるNESが市場を95％以上独占しており、参入したサードパーティーもアクティビジョンとパーカー・ブラザーズの2社のみだった。その結果、1988年の時点でNESのシェアを83%までにしか切り崩せず、SEGAはマスターシステムの販売権利をハズブロ傘下のTonkaに売却して北米市場からは一時撤退した。
1990年、北米版メガドライブであるSEGA GENESISの販売展開後に再度、権利を買い戻しダウンサイジングやカードスロットの省略などコストダウンを図ったリニューアルモデル「Sega Master System II」を発売したが、1991年の『ソニック・ザ・ヘッジホッグ』をもってソフト供給を終了、翌1992年には本体製造も終了した。北米市場での累計販売台数は1992年3月時点で180万台。
欧州
米国市場に投入された後、米国版をベースにテレビ規格をNTSCから西欧や南米に対応したPAL方式、フランスや東欧で採用されているSECAM方式にするなどしたマスターシステムを1987年9月に欧州で発売。
当時は欧州市場向けの販売子会社セガ・オブ・ヨーロッパが設立されていなかったため、例えばイギリスでは英ヴァージン・グループ傘下の大手パソコン用ゲーム会社Mastertronic社など、各国ごとに販売会社と提携し、現地でのファーストパーティであるヴァージンのコンシューマ部門ヴァージン・インタラクティブ社の他、セガ製アーケードゲームの欧州ホビーパソコンへの移植を通じてセガと関係が深かったU.S. Gold社やOcean Software社といった大手がセカンドパーティとしてソフトを供給。中でも『アレックスキッドのミラクルワールド』をはじめマークIII世代に登場した「アレックスキッド」が活躍するゲームはヨーロッパにおいてヒットし、後継機メガドライブが発売された後も、海外版のみでの新作タイトル『Alex Kidd in Shinobi World』や、小型化された『Master System II』も販売されるなどマスターシステムは息の長い製品となり、1990年以降はテンゲンやアクレイムといったメガドライブの主要サードパーティもマスターシステム用ソフトを供給し、それら一部ソフトはほぼ同じ性能であるセガの携帯型ゲーム機「ゲームギア」に移植されるなど、セガサターンが発売される1990年代後半まで展開が続いた。メガドライブでマスターシステム用ソフトを動作させる『メガアダプタ』に相当する製品も、欧州ではメガドライブ2に対応させた『POWER BASE CONVERTER II』が販売された。
ライバル機である任天堂のNES（ヨーロッパ版ファミコン）は発売がマスターシステムと同じ1987年であること、またヨーロッパでの代理店となったマテル社のマーケティングの不備などもあって当初はマスターシステムに圧倒され、ヨーロッパの多くのサードパーティもマスターシステム側に付いた。しかし『激亀忍者伝』がNESにバンドルされた1990年のクリスマス商戦が転機となって販売台数が2,000%増え、逆にNESがマスターシステムを圧倒するようになったと、SEGA WestのCEOであったMike Hayesは証言している。それでも1996年の本体製造終了までの欧州市場での累計販売台数は1993年3月末時点で620万台と、NESの856万台に対しても健闘を見せるなど、任天堂のNESとほぼ同格のシェアを獲得し、成功を収めた。
日本
マークIIIが販売されていた頃、日本でマークIIIの記事を扱うゲーム誌は数誌しか存在しておらず、その中で最も記事量が多かった『Beep!』誌（ソフトバンク刊）上で当時「マークIIIで発売を望む周辺機器」という読者アンケートが繰り返し行われており、そこでは常にサウンド面を強化するFM音源ユニットの発売が圧倒的な得票を得ていて、また連射機能ユニットも常に上位に入っていた。
こうしたユーザーの声にセガが応える形で、マークIIIの外付けFM音源である「FMサウンドユニット」発売や、連射機能ユニットである「ラピッドファイアユニット」の発売に至ると同時に、これらを内蔵したマイナーチェンジ版マークIIIの開発が社内にて計画され、海外展開を行っていたマスターシステムをベースに新たに設計し直す事とし、セガ社内で開発コードが「M4J」（マーク4 Japan）と名付けられたプロジェクトをスタートさせた。こうして誕生したのが日本版の「マスターシステム」である。
同ハード版の『覇邪の封印』と共に1987年10月18日に発売されたが、競合機のファミリーコンピュータは同年には日本国内での累計出荷台数1152万台を記録するなど、既に市場を席巻しており、さらにNEC HEからも家庭用ゲーム機PCエンジンが1987年10月30日に発売されるなど苦戦を強いられ、サードパーティー制度を開放するも参入はテクモ社長が兼任して設立した子会社サリオの1社だけで、セガはマスターシステム発売から約1年後の1988年10月に次世代ゲーム機メガドライブを投入し、マスターシステム用ソフトの供給も1989年2月4日発売の『ボンバーレイド』をもって終了した。
SG-1000、SG-1000II、セガ・マークIIIを含めた日本市場での累計販売台数は1991年3月末時点で150万台。
韓国
韓国では元々OACSというメーカーが日本版マークIIIを輸入販売しており、その後マスターシステムに切り替わり「GAMBOY」という名称で販売していたが、1989年に韓国の大手家電メーカーであるサムスン電子がライセンスを取得し「삼성 겜보이（SAMSUNG GAMBOY）」の名で販売を開始。後にSAMSUNG ALADDINBOYに名称変更された。
ファーストパーティにあたるサムスンの他、Zemina社など当時韓国で普及していたMSX（Zemmix）用ソフトウェアを発売していたメーカーが複数サードパーティとして付いた。ソフトウェアは殆どが既存ソフトウェアのリージョンのみを変更してマニュアルとパッケージをローカライズした物であるが、中には『환타지스타』（『ファンタシースター』）など、出力メッセージを全てハングルに翻訳したソフトも存在する。なおソフトウェアのパッケージの異同が激しく、短期間の間に代理店の変更、ハードの名称変更、代理店のロゴ変更、国際版パッケージから韓国独自のパッケージへ変更された。
ブラジル
欧州での成功後、テレビ規格をPAL-Mにして南米・ブラジルでも展開された。玩具事業で提携していたブラジルで最も有名な玩具メーカーのTectoy社とセガの代理店としてライセンス契約を締結し、1989年に発売。
ヨーロッパ市場向けソフトがそのまま発売された他、『ダイナマイトヘッディー』等、ほぼ同スペックであるセガの携帯型ゲーム機ゲームギアのソフトを移植するなどTectoy自身がソフトメーカーとして多くのソフトを供給する一方、ライバルの任天堂は1993年までブラジルに代理店を設けなかったため、公式のNES（ファミコン）本体が発売される前にNESの海賊版が大量に出回る事態を招いてしまった。
またブラジルでは海外製の精密機器に対して非常に高額な輸入税が課せられるため、NESは乱立する海賊版ソフトによりゲーム品質を保てず、任天堂の正規品ソフトやハードは輸入税で高額での販売を余儀なくされるなど混迷を極める中、ブラジル国内での開発・製造を請け負ったTectoyのマスターシステムやメガドライブは輸入税の影響を受けず、メーカー正規品としての開発力や品質において他社ゲームハードを圧倒し、ブラジルの家庭用ゲーム機市場を独占。2009年に新モデルが発売されるほどで、2012年時点でも未だにマスターシステムとメガドライブが合わせて年間15万台ほど販売台数を伸ばしており、累計販売台数はブラジル市場だけでおよそ500万台を突破し、2016年には累計800万台に到達した。

## ハードウェア

### 米国版
米国ではMaster Systemは周辺機器も含めたシステムの名称であり、特に本体だけを指す場合はPower Baseと呼ばれる。
米国版マスターシステムは、マークIIIに以下の改良を加えたものである。
- 米国市場向けにデザインを一新し黒基調のデザインに統一
- JOYポートの7番を光線銃用の入力端子に変更（マークIIIより以前の機種ではGNDに接続されている）
- リセットボタンの追加
- カートリッジ端子を米国向けに変更し、カートリッジも横長形状に変更
- SG-1000互換の拡張端子（SK-1100[29]やFMサウンドユニット[1]接続用）の廃止
- BIOSの搭載（カートリッジ未挿入で電源を入れた際に警告メッセージを表示。最終バージョンはv1.3）

最大の違いはデザインの変更である。米国では光線銃と対応ソフトが本体と同梱されたセット等も発売された。日本では光線銃用ソフトは発売されなかった。ちなみに光線銃の形状は日本でサバイバルゲーム用玩具として発売された『超高速光線銃ジリオン』と同じである。
カートリッジ端子に変更が加えられ、日本のマークIIIソフトが使用出来ない様になった。ただし、カートリッジの各ピンの出力そのものは同じなので、日本のマークIII用ソフトを使用するための非公式のアダプタも存在した。また、逆に米国向けのカートリッジを日本版マスターシステムで使用するためのアダプタもあった。なお内部的にはSG-1000/SC-3000互換モードも持っており、「F-16 Fighting Falcon」のゲーム中画面で使用されている。
発売はセガの米国法人であるセガ・オブ・アメリカ（SOA）によって行われた。
なお、ソフトを挿さずに電源を入れ、警告メッセージ表示中に隠しコマンドを入れると迷路ゲームがプレイ出来る裏技が存在する。日本版には存在しない。
後期バージョンではあらかじめソフトが内蔵されており、ソフトを挿さずに電源を入れると内蔵ソフトが起動するようになっている。
なお欧州版とブラジル版のマスターシステムは、各国のテレビ規格への対応のために本体の動作クロックが若干異なる以外は基本的に米国版と同一である。また、映像信号の走査線数の違いによりアスペクト比が変わり、上下が潰れて若干横に間延びした表示となる。

### 日本版

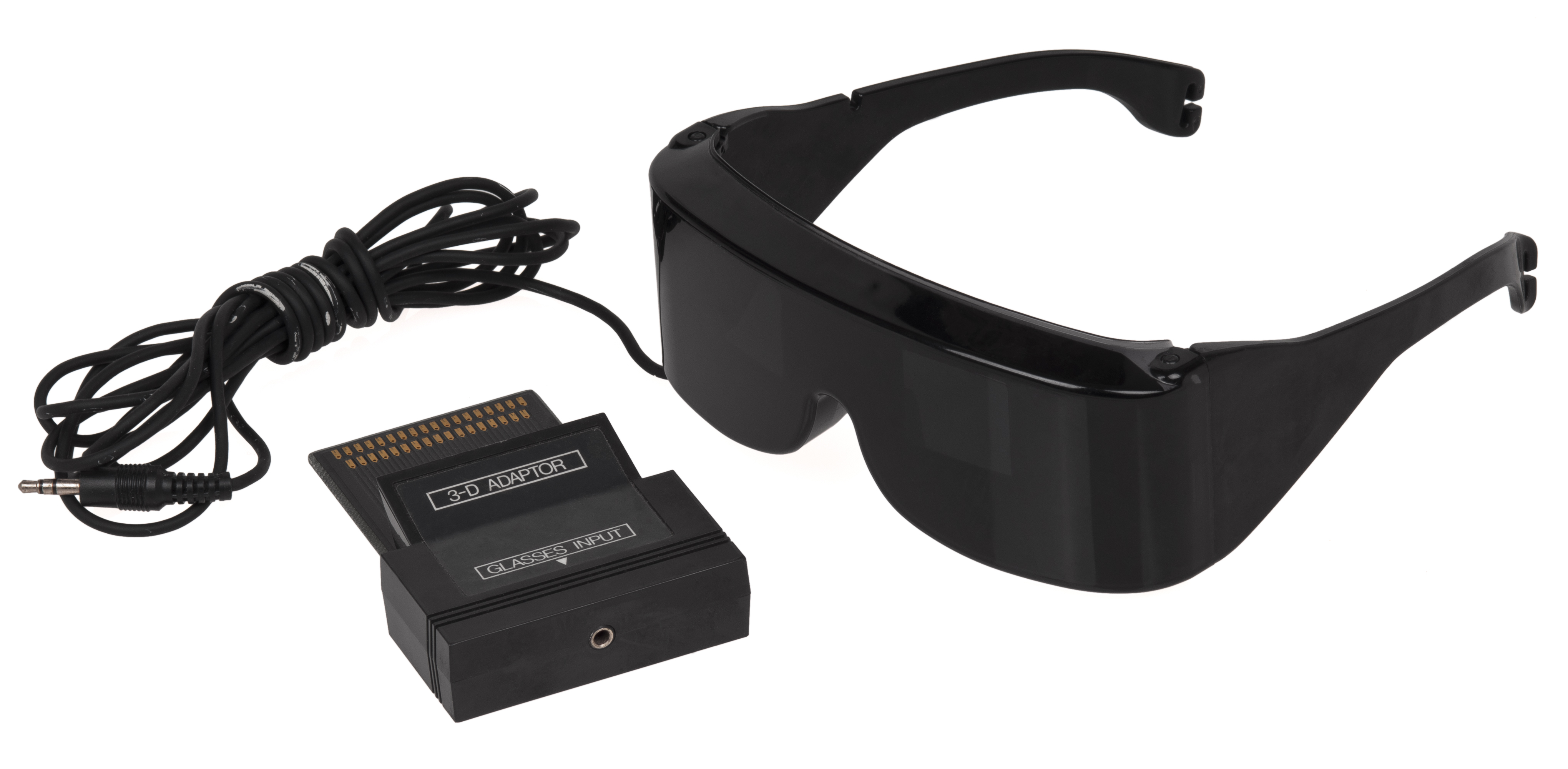
3Dグラス

日本版マスターシステムは、米国版マスターシステムをベースに更に以下の変更を加えた物である。
- 3Dグラス端子を配置（カードスロット横の空きスペースを利用）
- リセットボタンを廃止し、その位置に連射（RAPID）ボタンを配置
- カートリッジ端子をマークIII（SG-1000III）と同様の日本向けに戻す
- 家庭用ゲーム機初のFM音源を内蔵
- BIOSを国内仕様に変更（カートリッジ未挿入時の警告メッセージでスペースハリアーのBGMが演奏される。最終バージョンはv2.1）

ソフトを挿さずに電源を入れると、カートリッジ未挿入の警告メッセージと『スペースハリアー』のステージイメージ映像と共に、FM音源のデモも兼ねて同ゲームのメインテーマが奏でられた。ちなみに、ここで流れる曲がマスターシステムでFM音源とPSGを同時に音声出力させている唯一のサウンドであり、通常のゲームカートリッジでは、マークIIIでFM音源ユニットからFM音源を鳴らすとPSGにノイズが入る制約があるため、FM音源とPSGは同時に使用されない。
連射機能が標準搭載されているゲーム機はマスターシステムが初めてである。コントローラに連射機能を持たせるのではなく、本体に連射機能設定用のラピッドボタンを実装しているため、本機種用のコントローラーであれば種類を問わず同様の連射機能が付加される。
マスターシステムに付属しているコントローラの大きさは、ファミコンのコントローラより若干小さめ。操作キーは四角に近い形に、真ん中に窪みの形状が付いているマークIII版ジョイパッドに少し段差をつけた形状になっている。今までの機種のコントローラにはボタンの表示がなかったが、本機種のコントローラには明記されており、二つのボタンの左側は「1,START」、右側は「2」と明記されている。
ハード性能は、マークIIIにFMサウンドユニット・ラピッドファイアユニット・3-Dアダプタを全て装備した状態とほぼ同一である。
マークIIIに装備されていた拡張端子が削除され、SG-1000シリーズ用オプションである外付けキーボード（SK-1100）を必要とするBASIC等のソフトが使用出来なくなった。それ以外の対応ソフトウェアは100%の互換性がある。
内部基板にはマークIIIにあった拡張端子とは別の拡張端子が装備されている。ただし、筐体の端子カバーが封印されており外部からのアクセスは出来ない。公式ではこの拡張端子を使った周辺機は発売されていない。
JOYポート7番ピンの扱いは海外版マスターシステムと同じてあり、この機種でも光線銃の使用が可能である（日本国内での光線銃と対応ソフトの市販はされていない）。

### 韓国版
韓国版は日本版マスターシステムがベースとなっており、RAPIDボタンや3-Dグラス端子も搭載している。また、カートリッジ端子も日本版と同じ形状である。ただしFM音源は搭載されていない。添付されているコントローラは韓国版オリジナルの物になっている。BIOSは日本版と同じなのでカートリッジ未挿入時の文章は日本語だが、FM音源が無いためBGMはPSG音源部分のみが流れる。
1992年頃、サムスン電子が旧来の「三星」のロゴから国際的な「SAMSUNG」のロゴに変更するのとほぼ同時期に、「GAMBOY」が「ALADDINBOY」に、メガドライブに相当する「SUPER GAMBOY」も「SUPER ALADDINBOY」に、名称がそれぞれ変更された。

### 中国圏向け
中国圏向け仕様のマスターシステムIIでは本体裏に「SEGA ENTERPRISES. LTD.」と「MADE IN JAPAN」の表記がある。外箱の表記は「世嘉 Master System II」である。
中国圏向けマスターシステムIIは、添付されているマニュアルが英語・中国語（簡体字・繁体字）・日本語で書かれている。また「チャンネルの合わせ方」としてNTSCとPALの両モデル用の説明表記がある（マニュアル上ではPALモデルが「香港と台湾用モデル」とされている）。本体には「アレックスキッドのミラクルワールド」が内蔵されている。中国・台湾モデル以外にはACアダプタのコンバージョンプラグが付属される。
また、香港では「世嘉电子智能机」の名称でマスターシステムが販売された。

## 仕様
| 項目               | | | 備考 |
| ------------------ | --- | --- | --- |
| 型番               | （日本版）MK-2000 | （日本版）MK-2000 | |
| CPU                | Zilog Z80A | （NTSC版）3.579545MHz | NTSCは日本・韓国・北米等。PAL/SECAMは欧州・南米等。フレームレートの関係でNTSC版の方が若干速い。 |
| CPU                | Zilog Z80A | （PAL/SECAM版）3.546893MHz | NTSCは日本・韓国・北米等。PAL/SECAMは欧州・南米等。フレームレートの関係でNTSC版の方が若干速い。 |
| ROM                | 8KB〜256KB | 8KB〜256KB | カートリッジ未挿入警告メッセージ用BIOS 8KB。海外版でゲームが内蔵されているものは最大で256KB（2Mbit）。                                                                                               |
| RAM                | 8KB | 8KB | |
| VRAM               | 16KB | 16KB | |
| グラフィック       | VDP | Texas Instruments TMS9918上位互換カスタムチップ                                                                                        | |
| グラフィック       | 画面表示 | 256 × 192 または 256 × 224。PAL/SECAMは 256 × 240も使用可能                                                                            | |
| グラフィック       | 同時表示色数 | 64色中32色同時表示（16色×2パレット）                                                                                                   | ソフトウェアでラスター単位でのパレットチェンジが可能 |
| グラフィック       | パターン | 8 × 8ドット最大448種類。1ドット毎16色設定可。                                                                                          | |
| グラフィック       | スプライト | 8 × 8ドット最大256種類。1ドット毎16色設定可。1画面に64個まで表示可能                                                                   | |
| グラフィック       | その他 | 上下左右・斜め・部分スクロール | 部分スクロールは、画面上部2BG（16dot）部分を固定させた横スクロールと、画面右8BG（64dot）部分を固定させた縦スクロールがハードウェアレベルで可能。この他にソフトウェアで任意のラスタースクロールが可能 |
| サウンド           | PSG | Texas Instruments SN76489 矩形波3ch + ノイズ 1ch                                                                                       | 正確には「PSG類似」音源（DCSG）であるが、一般的にはPSGと同一扱いされる。 |
| サウンド           | FM音源 | ヤマハ YM2413 （OPLL） 2オペレータ9ch または 6ch+リズム5ch                                                                             | FM音源搭載は日本版のみ。PSGと同時に音声出力させるとPSG側にノイズが発生するマークIIIのハード制約に合わせて、FM音源対応ソフトではPSGの使用箇所が限定されている。                                       |
| カートリッジ形状   | 日本版/韓国版 | 縦型44pin | 各国で発売されたSG-1000は日本と同様に44pin。オセアニアでは50pin端子カートリッジの海外版マスターシステム以外にも44pin端子カートリッジのマークIII も販売されていた。                                   |
| カートリッジ形状   | 日本版以外（北米/欧州/南米） | 横型50pin | 各国で発売されたSG-1000は日本と同様に44pin。オセアニアでは50pin端子カートリッジの海外版マスターシステム以外にも44pin端子カートリッジのマークIII も販売されていた。                                   |
| マイカードスロット | 標準装備 | 標準装備 | 海外版のマスターシステムIIではマイカードスロットが省略された。 それ以外のマスターシステムは全て標準装備。                                                                                            |
| 本体 ボタン        | ポーズボタン | 本体上面の右側に設置 | ゲーム一時停止 / 再開用。ソフトウェアポーズなので、ソフトによってはゲームの補助ボタンとして使用される                                                                                                |
| 本体 ボタン        | リセットボタン | 本体上面の左側に設置 | ソフトリセット用。海外版のみ |
| 本体 ボタン        | 連射設定用ボタン | 本体上面の左側に設置 | 日本版及び韓国版。米国版のリセットボタンの位置に設置。 |
| 本体 ボタン        | 電源ボタン | 本体前面左側に設置 | |
| 外部端子           | A/V出力端子 | 8pin DINコネクタ x 1 | 映像及び音声出力。音声出力はモノラル。各国版ピン配列共通。 |
| 外部端子           | ACアダプタ 接続端子 | 丸型プラグメス x 1 | DC9V/850mA。極性はセンターマイナス。 プラグ：丸型 外径 ⌀5.5 内径 ⌀2.1。各国版共通。 |
| 外部端子           | ジョイパッド | 接続端子2個 | ATARI規格D-sub9ピンと同形状だがピン配列が一部異なる |
| 外部端子           | 3Dグラス 接続端子 | 本体前面の右側に設置 | 日本版及び韓国版。光線銃端子の位置に設置。 |
| 外部端子           | 拡張端子 | 本体裏側 | 公式ではこの拡張コネクタ用の周辺機は発売されず使用されることはなかった。非公式ではカートリッジ変換アダプタが存在する。                                                                               |
| 外形寸法           | （日本版） 365（W） × 170（D） × 70（H）mm                                                                                             | （日本版） 365（W） × 170（D） × 70（H）mm                                                                                             | |
| 付属品             | （日本版）コントロールパッド × 2・ACアダプタ・RFオートスイッチボックス・アンテナ整合器・説明書（取扱説明書・テレビの取扱方法）・保証書 | （日本版）コントロールパッド × 2・ACアダプタ・RFオートスイッチボックス・アンテナ整合器・説明書（取扱説明書・テレビの取扱方法）・保証書 | |

## 周辺機器

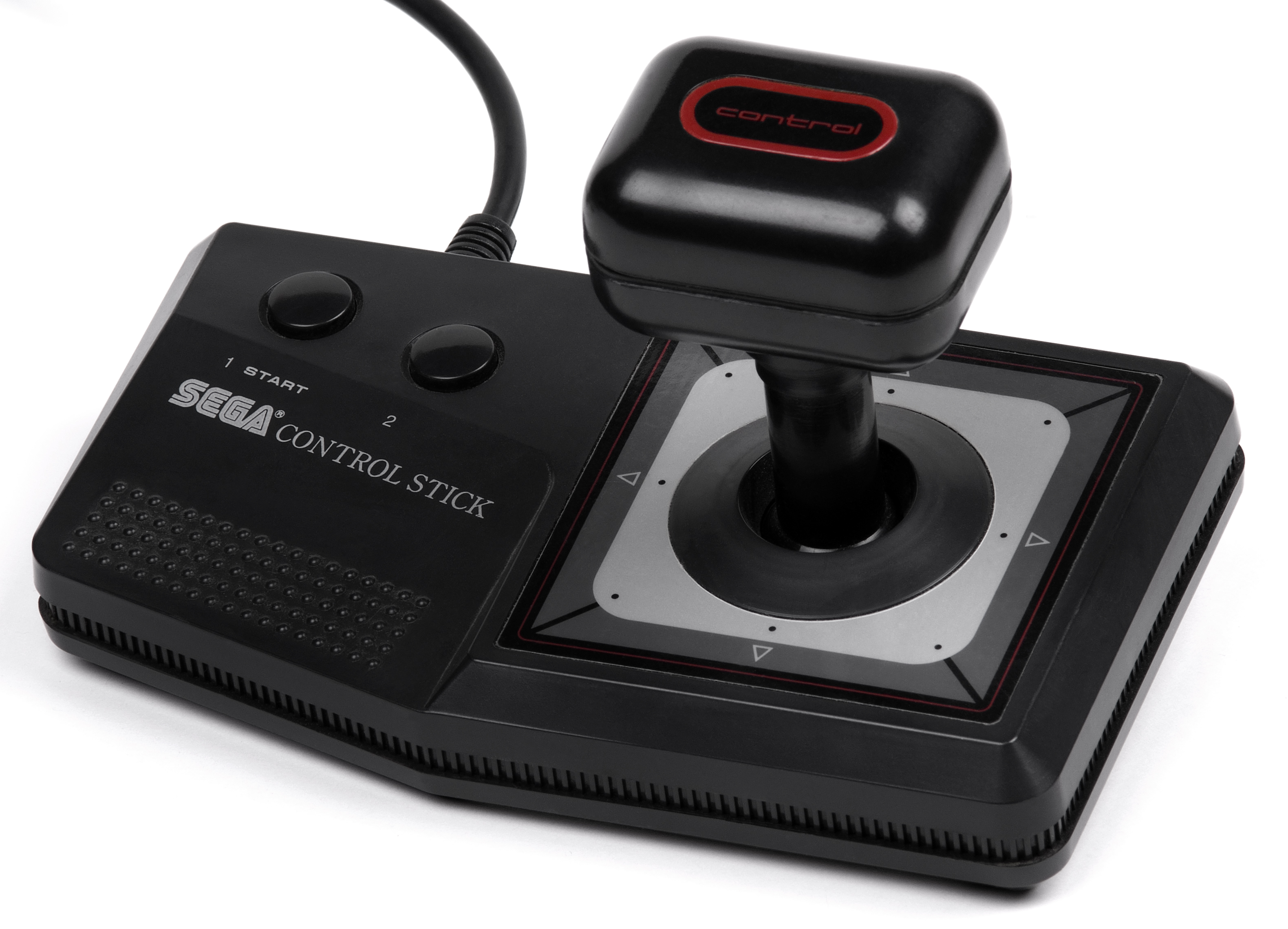
コントロールスティック
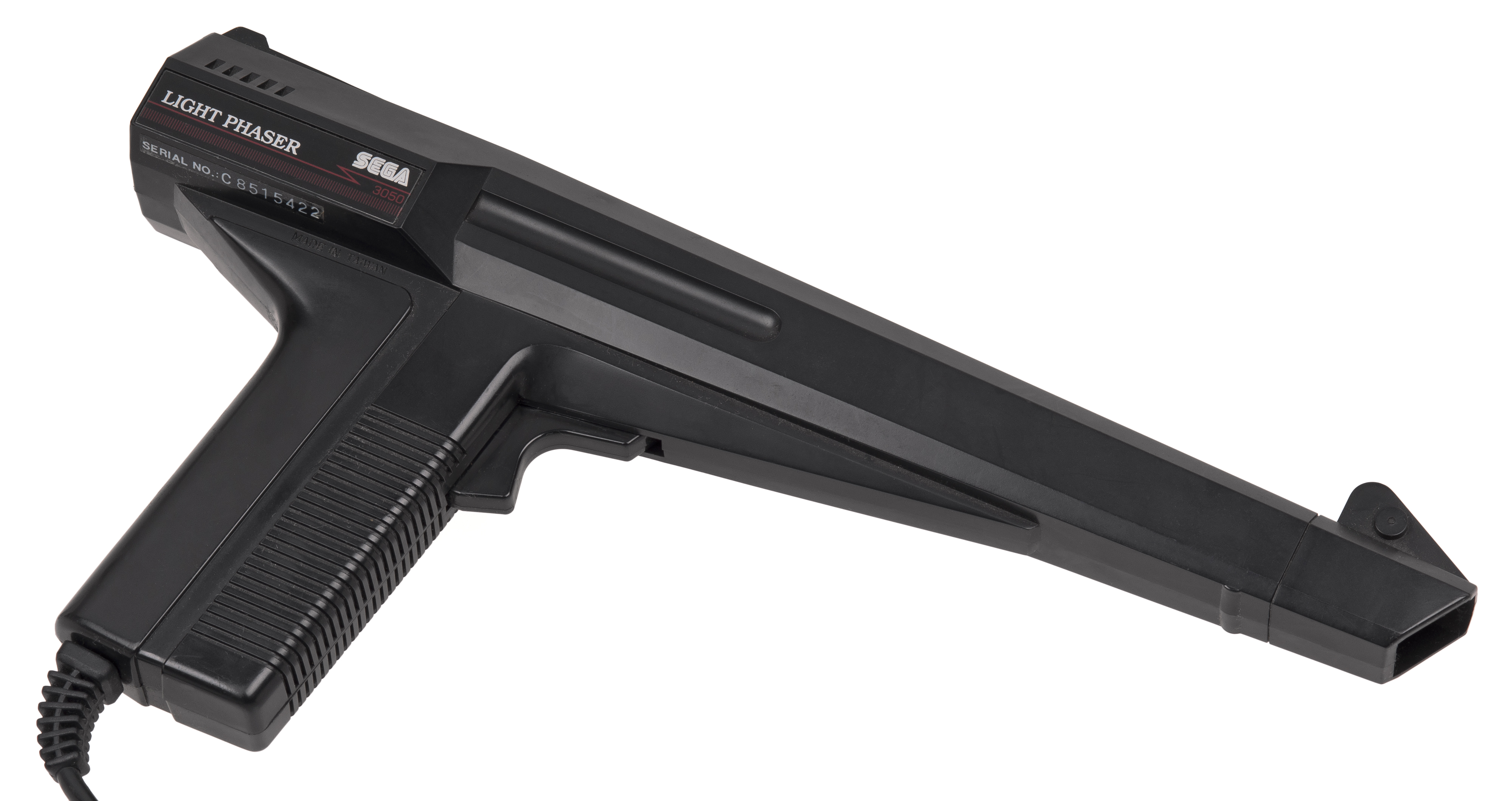
フェイザーライトガン

## バリエーション

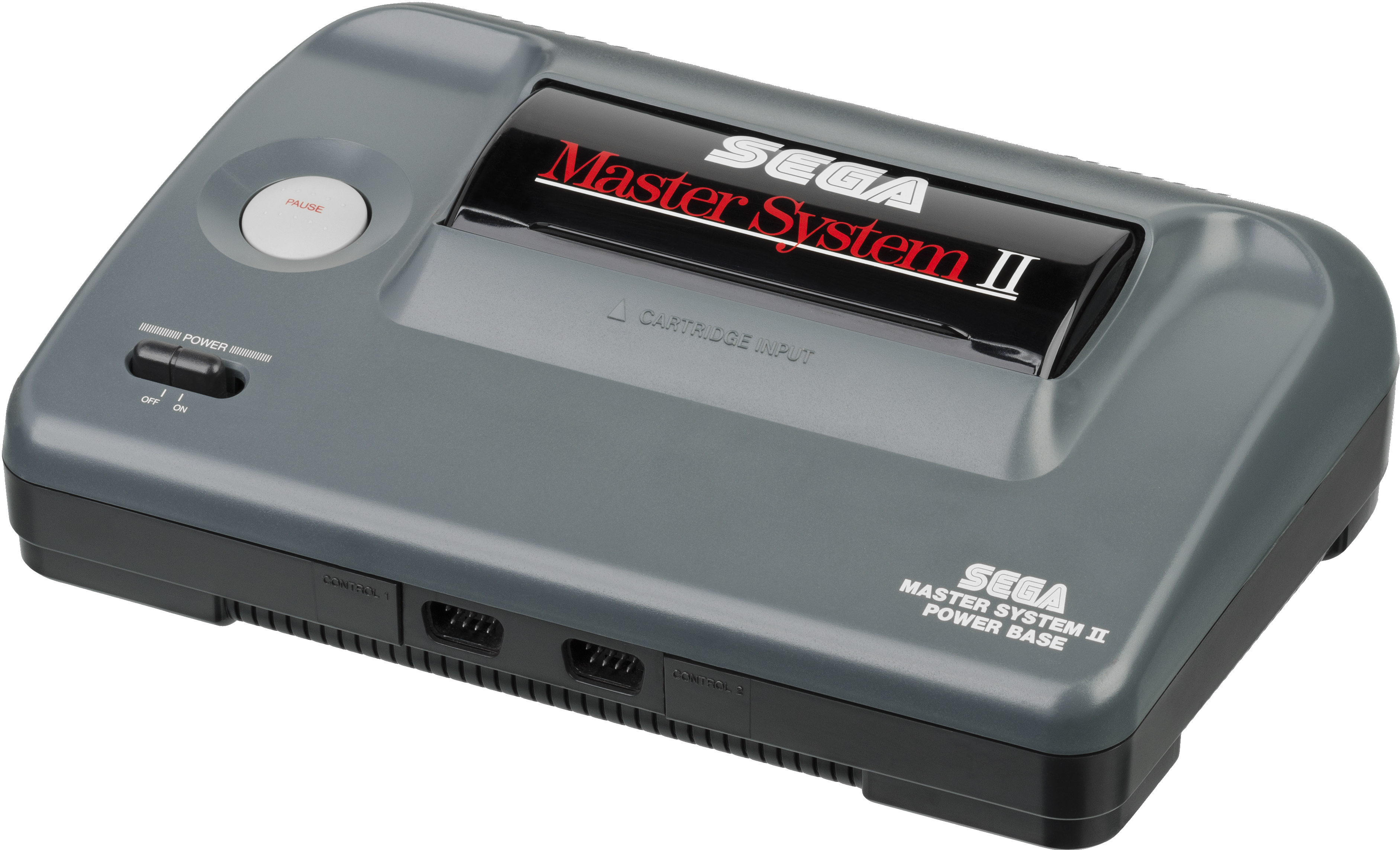
Sega Master System II

欧米では1990年に筐体をコンパクトにし、ゲームソフトを1本内蔵、リセットボタンとマイカードスロット及び光線銃用の端子が削除された「Sega Master System II」が発売された。
ブラジルでは上記欧米のモデルが「Sega Master System III」の名称となり、ソニック・ザ・ヘッジホッグを内蔵したモデルやライトフェイザーガンの同梱版が発売された。またカートリッジスロットを廃して、あらかじめ132タイトルのゲームを内蔵した「Master System Evolution」と、コントローラ一体型で30タイトルのゲームを内蔵した「Master System Portátil（Portable）」がブラジルの代理店であるTectoyによって2011年時点でも販売されている。
韓国でもマスターシステムIIに相当する「SAMSUNG GAMBOY II」が発売された。ヨーロッパやブラジルなどで発売されたマスターシステムIIと同じ仕様ながら、カートリッジ端子のみが初代GAMBOYや日本版マスターシステムと同じ形状という、独自の仕様となっている。ハングル版『アレックスキッドのミラクルワールド』を内蔵している。

## ソフトウェア
後継機である16ビットゲーム機「メガドライブ」の発売以降も欧州及びブラジルでは販売台数の多さからソフト開発が継続され、『ソニック・ザ・ヘッジホッグ2』や『Streets of Rage 2』『SAGAIA』『Winter Olympic '94』、欧州でのみリリースされたU.S. Gold社の『Out Run Europa』や『ストライダー飛竜 II』、ブラジルでのみリリースされた『Street Fighter II』（Tectoy社）など、メガドライブ版と同じタイトルが発売された。
これらは日本国内では未発売であるが、一部ソフトはほぼ同じ性能であるセガの携帯型ゲーム機「ゲームギア」に移植されるなど、日本市場のゲームギアユーザーにも恩恵が得られた。なお日本未発売のソフトの中にFM音源対応のものがいくつか存在し、変換アダプタを使用して日本国内版マスターシステムで起動すると再生することができる。
韓国では『将軍の息子』（『장군의 아들』、Daou Infosys社）などが発売された。なお韓国では1987年7月までコンピュータプログラムの著作権保護法が設けられていなかったため、Zemina社によって『スーパーマリオブラザーズ』を不正移植した『SUPER BOY』や、コナミの『NEMESIS』『NEMESIS 2』や『イーガー皇帝の逆襲』『KNIGHT MARE』『KNIGHT MARE 2』『F-1 SPIRIT』など、MSX用ソフトをコンバート移植した海賊版も存在する。

### BIOS
| バージョン | リリース年 | 発売国             | ROMチェック | 備考                                                                          |
| ---------- | ---------- | ------------------ | ----------- | ----------------------------------------------------------------------------- |
| M404       | 1986       | （N/A）            | あり        | SEGAのロゴが下から、MASTER SYSTEMのロゴが右から流れてきて中央でクロスする。   |
| v1.0       | 1986       | （N/A）            | あり        | SEGAロゴのアニメーションとサウンドがない。迷路ゲームも非搭載。                |
| v1.3       | 1986       | アメリカ合衆国の旗 | あり        | SEGAロゴのアニメーションとサウンドがある。隠しで迷路ゲームを搭載。            |
| v2.0       | 1987       | 欧州連合の旗       | なし        | v1.3のバージョン違いで内容は同一。ROMチェックなし。                           |
| v2.1       | 1987       | 日本の旗           | なし        | カートリッジ未挿入の警告メッセージが日本語。FM音源のデモ音楽が流れる。        |
| v2.4       | 1987       | アメリカ合衆国の旗 | あり        | 光線銃同梱モデル向け。「Hang On」と「Safari Hunt」を内蔵。                    |
| v3.4       | 1987       | アメリカ合衆国の旗 | あり        | 「Hang On」を内蔵。                                                           |
| v4.4       | 1988       | アメリカ合衆国の旗 | あり        | 「Missile Defense 3-D」を内蔵。                                               |
|            | 1988       | アメリカ合衆国の旗 | あり        | 「Alex Kidd in Miracle World」特別版を内蔵。                                  |
|            | 1988       | 大韓民国の旗       | なし        | Samsung Gam*Boy/Aladdin Boy II 向け。「알렉스 키드 in Miracle World」を内蔵。 |
|            | 1991       | アメリカ合衆国の旗 | あり        | マスターシステムII 向け。「Sonic The Hedgehog」を内蔵。                       |